# Diogena
Diogena is een geslacht van rechtvleugeligen uit de familie sabelsprinkhanen (Tettigoniidae). De wetenschappelijke naam van dit geslacht is voor het eerst geldig gepubliceerd in 1878 door Brunner von Wattenwyl.

## Soorten
Het geslacht Diogena omvat de volgende soorten:
- Diogena denticulata Chopard, 1954
- Diogena fausta Burmeister, 1838
- Diogena lanka Henry, 1944